# Aarno Kalela
Aimo Aarno Antero Kalela, född 25 januari 1908 i Lampis, död 29 mars 1977 i Helsingfors, var en finländsk botaniker. Han var son till statsministern Aimo Cajander samt far till Jorma och Jaakko Kalela.
Kalela anställdes 1929 vid Helsingfors universitets botaniska institution och disputerade för filosofie licentiatgrad 1938. Han var 1946–1973 professor i botanik. Åren 1937–1938 deltog han i Väinö Auers expedition till Patagonien.
Kalela utgav bland annat Beiträge zur Kenntnis der Flora von Ostpatagonien (3 band, 1940) och arbeten om Finlands skogsvegetationstyper.
Auktorsnamnet Kalela kan användas för Aarno Kalela i samband med ett vetenskapligt namn inom botaniken; se Wikipediaartiklar som länkar till auktorsnamnet.